# Manolo (film)
Pour les articles homonymes, voir Manolo.
Pour plus de détails, voir Fiche technique et Distribution.
Manolo (El año de las luces) est un film espagnol réalisé par Fernando Trueba, sorti en 1986.

## Synopsis
En avril 1940, Pepe emmène ses frères, Manolo, 16 ans, et Jesus, 8 ans, dans un sanatorium à la frontière portugaise. Manolo, entouré de jeunes enfants, se rapprochent des adultes qui travaillent dans l'endroit.

## Fiche technique
- Titre : Manolo
- Titre original : El año de las luces
- Réalisation : Fernando Trueba
- Scénario : Rafael Azcona, Manuel Huete et Fernando Trueba
- Musique : Francisco Guerrero
- Photographie : Juan Amorós
- Montage : Carmen Frías
- Production : Andrés Vicente Gómez
- Société de production : Iberoamericana Films Producción
- Pays :  Espagne
- Genre : Comédie dramatique, historique et romance
- Durée : 105 minutes
- Dates de sortie : 
  - Espagne : 5 décembre 1986
  - France : 2 août 1989

## Distribution
- Jorge Sanz : Manolo
- Maribel Verdú : María Jesús
- Verónica Forqué : Irene
- Manuel Alexandre : Emilio
- Rafaela Aparicio : Rafaela
- Santiago Ramos : Pepe
- Chus Lampreave : Doña Tránsito
- José Sazatornil : Don Teódulo
- Violeta Cela : Vicenta
- Diana Peñalver : Paquita
- Lucas Martín : Jesús
- Juan de Pablos : le père José
- Pedro Reyes : Pascual
- Pilar Marco : Pepita

## Distinctions
Le film a été présenté en sélection officielle en compétition lors de Berlinale 1987 où il a reçu l'Ours d'argent pour une performance individuelle remarquable ex æquo,.
Il a également été nommé à trois prix Goya et a remporté le prix du Meilleur second rôle féminin pour Verónica Forqué.